# La Salle (Schiff, 1964)
Die USS La Salle (LPD-3/AGF-3) war ein zur Raleigh-Klasse gehörendes Amphibious Transport Dock der United States Navy, das im Februar 1964 in Dienst gestellt wurde und 1972 einen Umbau zum Kommandoschiff erhielt. Es blieb bis Mai 2005 im aktiven Dienst und war damit das letzte einsatzbereite Schiff der Raleigh-Klasse. Am 12. April 2007 wurde die La Salle als Zielschiff versenkt.

## Geschichte
Die La Salle wurde am 8. August 1960 als dritte und letzte Einheit der Raleigh-Klasse in Auftrag gegeben und am 2. April 1962 in der Werft der New York Naval Shipyard auf Kiel gelegt. Der Stapellauf erfolgte am 3. August 1963. Am 22. Februar 1964 wurde das Schiff unter dem Kommando von Captain Edward H. Winslow in Dienst gestellt.
Nach Probefahrten in der Karibik und vor dem Heimathafen Norfolk nahm die La Salle von Oktober bis November 1964 an der Operation Steel Pike vor der Küste Spaniens teil, bei der es sich um die größte Landungsübung in Friedenszeiten handelte. An der Übung nahmen 84 Schiffe teil, das Kommando führte Vizeadmiral John Sidney McCain junior. Das Schiff beherbergte hierbei hochrangige Militärs und Politiker, darunter Paul B. Fay, Admiral Horacio Rivero, Jr., General Wallace M. Greene junior und Lucius Mendel Rivers.
Im November 1964 wurde die La Salle der United States Sixth Fleet zugeordnet und nahm mit ihr an Übungen der NATO vor der Küste Neapels teil. Am 13. März 1965 kehrte sie in die Basis nach Norfolk zurück. Ab dem 1. Mai diente das Schiff als schwimmender Kommandostützpunkt des Vizeadmirals John Sidney McCain junior vor der Küste der Dominikanischen Republik. Nach Beendigung dieser Mission am 1. Juni 1965 nahm die La Salle an Übungen in der Karibik teil.
Am 3. November 1966 barg das Schiff eine Testkapsel des Manned Orbiting Laboratory vor der Insel Ascension. Die folgenden Jahre verbrachte es mit Übungen im Atlantik sowie im Mittelmeerraum. 1972 wurde die La Salle zu einem Kommandoschiff umgebaut und in Bahrain stationiert, um dort als schwimmende Botschaft zu dienen. Um diese Aufgabe zu unterstreichen, erhielt sie eine weiße Bemalung, die mehr an ein ziviles Schiff erinnern sollte. Dies brachte ihr den Spitznamen „Great White Whale“ ein. Nach Ausbruch des Ersten Golfkriegs wurde die La Salle unter anderem als schwimmendes Gefängnis für irakische Soldaten genutzt. An aktiven Einsätzen nahm das Schiff aufgrund seiner schwachen Bewaffnung nicht teil.
1979 evakuierte die La Salle amerikanische Staatsbürger aus dem Hafen von Bandar Abbas. Anschließend diente sie als Kommandoschiff während der Geiselnahme von Teheran. Nach Beendigung der Geiselnahme kehrte das Schiff zum ersten Mal seit 9 Jahren wieder in US-amerikanische Gewässer zurück.
Nach Modernisierungsarbeiten kehrte die La Salle im Juni 1983 in den Persischen Golf zurück und löste dort die Coronado als Kommandoschiff des Oberbefehlshabers der dortigen Streitkräfte ab. 1984 verbrachte das Schiff mit der Suche und Beseitigung von Minen im Roten Meer. 1986 ankerte es während des Bürgerkriegs im Jemen im Golf von Aden. Als im Mai 1987 die Fregatte Stark von irakischen Raketen getroffen wurde, war die La Salle zur Feuerbekämpfung vor Ort.
Nach einer Überholung der Maschinenanlage in Japan kehrte das Schiff im Juni 1988 ein drittes Mal in den Persischen Golf zurück. Nach dem Abschuss von Iran-Air-Flug 655 im Juli wurde die La Salle nach Bahrain verlegt. Während des Zweiten Golfkriegs nahm das Schiff unter anderem an der Operation Desert Shield teil. Ab November war die La Salle, nun wieder in grauer Bemalung, als Kommandoschiff der United States Sixth Fleet in Gaeta stationiert und führte von dort aus Übungen im Mittelmeer und dem Schwarzen Meer durch.
Nach den Terroranschlägen vom 11. September 2001 nahm die La Salle in ihrer Rolle als schwimmende Kommandozentrale an den Einsätzen Operation Enduring Freedom und Operation Iraqi Freedom teil. Den letzten Einsatz hatte das Schiff während der Olympischen Sommerspiele 2004 zur Überwachung des Mittelmeers im Rahmen einer NATO-Operation. Am 25. Februar wurde die La Salle von der Mount Whitney als Kommandoschiff der United States Sixth Fleet abgelöst und am 27. Mai 2005 in Norfolk außer Dienst gestellt.
Nach knapp zwei Jahren in der Reserveflotte wurde die La Salle am 12. April 2007 im Rahmen eines Übungsschießens der United States Navy als Zielschiff vor der Atlantikküste versenkt.